# PS-15
PS-15 var en obemannad spaningsradar som användes av svenska flygvapnet och ingick i Stril 60-systemet och användes för lågspaning av flygplan och marina ytfarkoster. Stationen var försvarets första lågspaningsradar och hade en pulseffekt på cirka 1 MW. Radarinformationen överfördes från början till radargruppcentral (rrgc) bredbandigt över länkförbindelse i form av video, höjdinformation, bäringsinformation och synkpuls. Från mitten av 1980-talet infördes successivt smalbandsöverföring av radarbild (SBÖ) över telefonförbindelse eller talkanal på länk som datameddelande sedan radarinformationen behandlats i datatransmissionsutrustning DT-109.
Hela radarutrustningen var installerad på toppen av en 100 meter hög mast vilket medför att radarhorisonten blir ca 45 km. Upptäcktsavståndet för ett mål var under störningsfria förhållanden ca 180 km. Totalt anskaffades 17 radarutrustningar av vilka 15 upprättades under åren 1966–1971. De två kvarvarande demonterades och användes till utbytesenheter och reservdelar. Stationerna togs ur drift 1999. Idag har PS-15 anläggningarna börjat användas som plattform för den nya PS-640 kustspaningsradarn. Den gamla "burken" monteras successivt ner och ersätts med en ny, mindre iögonfallande radar.

## Stationer
| Beteckning | Plats                                                          |
| ---------- | -------------------------------------------------------------- |
| PS-15:U    | Grödinge, Södertälje (för utbildning och FMV:s provverksamhet) |
| PS-15:1    | Ornö, Haninge                                                  |
| PS-15:3    | Torö, Nynäshamn                                                |
| PS-15:4    | Grisslehamn, Norrtälje                                         |
| PS-15:5    | Gräsö, Östhammar                                               |
| PS-15:6    | Manskär, (Gräddö) Norrtälje                                    |
| PS-15:7    | Glimminge, Simrishamn                                          |
| PS-15:9    | Loftahammar, Västervik                                         |
| PS-15:10   | Bunge, Fårösund (R 133 Skatan)                                 |
| PS-15:11   | Tornslunda, Anderslöv                                          |
| PS-15:12   | Ås, (södra) Öland                                              |
| PS-15:13   | Jämjö, Karlskrona                                              |
| PS-15:14   | Hallabjär, Degeberga                                           |
| PS-15:15   | Nore, Sundre, (södra) Gotland (R 134 Staren)                   |
| PS-15:17   | Bredsättra, (mellersta) Öland                                  |

### Fotnoter
1. ↑  Användes som utbildningsstation och för FMV:s provverksamhet. Från och med 1987 utgjorde 15:U materielreserv för övriga anläggningar.[1]